# Dirk Uittenbogaard
Dirk Uittenbogaard, né le 8 mai 1990 à Amsterdam, est un rameur néerlandais.

## Palmarès

### Jeux olympiques
| Discipline       | Rio de Janeiro 2016 Brésil | Tokyo 2020 Japon |
| ---------------- | -------------------------- | ---------------- |
| Huit             | Bronze                     |                  |
| Quatre de couple |                            | Or               |

### Championnats du monde
| Discipline       | Aiguebelette 2015 France | Ottensheim 2019 Autriche |
| ---------------- | ------------------------ | ------------------------ |
| Quatre de couple |                          | Or                       |
| Huit             | Bronze                   |                          |

### Championnats d'Europe
| Discipline       | Lucerne 2019 Suisse |
| ---------------- | ------------------- |
| Quatre de couple | Or                  |